# Брянова
Брянова (рум. Breanova) — село в Оргіївському районі Молдови. Входить до складу комуни, адміністративним центром якої є село Морозень.

## Населення
За даними перепису населення 2004 року у селі проживали 675 осіб.
Національний склад населення села:
| Національність       | Кількість осіб | Відсоток   |
| -------------------- | -------------- | ---------- |
| молдавани румуни     | 664 9          | 98,4% 1,3% |
| українці             | 1              | 0,1%       |
| інша / без відповіді | 1              | 0,1%       |
| Всього               | 675            | 100%       |